# Джузепе Джена
Джузепе Карло Джена (на италиански: Giuseppe Genna) е италиански писател, автор на произведения в жанровете шпионски трилър, криминален роман, исторически роман и други. Използвал е и псевдонима Лутър Близет (Luther Blissett).

## Биография и творчество
Роден е на 12 декември 1969 г. в Милано, Ломбардия, Италия. Завършва гимназия в Милано и философия в Миланския университет. След дипломирането си в периода 1991 – 1992 г. работи в телевизия „Одеон“ (RAI), а после в списание Poesia. През 1994 – 1995 г. е технически консултант към председателството на Камарата на депутатите. В периода 1996 – 1998 г. и 2007 – 2010 г. работи като редактор към издателската къща Mondadori по реализацията на интернет изданията, през 1999 – 2002 г. за Clarence.com, а през 2006 – 2007 г. за RCS Libri. През 2006 г. участва в журито на Венецианския кинофестивал. Пише за Vanity Fair през 2006/7 г. От 2011 г. е консултант за италианската литература към Saggiatore.
Първият му роман е Catrame (Catrame) от криминалната поредица „Гуидо Лопес“. Главен герой е инспекторът Гуидо Лопес, който разследва криминални, често метафизични, конспирации, чийто център е Милано. Чрез романите представя политико-исторически портрет на Италия от последните петдесет години.
Впоследствие се насочва и към други литературни жанрове, вкл. исторически роман. Един от най-известните му романи е Hitler от 2008 г.

## Произведения

### Самостоятелни романи
- Assalto a un tempo devastato e vile (2001)[2][3]
- I Demoni, Pequod (2003) – с Микеле Монина и Феручио Паразоли
- L'anno luce (2005)
- Hitler (2008)
- La vita umana sul pianeta Terra (2014)
- History (2017)

### Серия „Гуидо Лопес“ (Guido Lopez)
1. Catrame (1999)[2]
2. Nel Nome di Ishmael (2001)
В името на Измаил, изд.: ИК „Бард“, София (2004), прев. Ваньо Попов
3. Non toccare la pelle del drago (2003)
4. Grande Madre Rossa (2004)
5. Le teste (2009)

- Romanzo nero. Cinque indagini per l'ispettore Lopez (2019) – съдържа петте романа

### Сборници
- Forget domani. Racconti dell'italian lounge (2002)

### Документалистика
- Il caso Battisti (2004) – с Валерио Евангелисти и Ву Минг[2]
- Costantino e l'impero (2005) – с Микеле Монина
- Dies Irae (2006)
- Medium (2008) – автобиография, в „Лулу“
- Italia de profundis (2008)
- Discorso fatto agli uomini dalla specie impermanente dei cammelli polari (2010)
- Fine Impero (2013)
- Io sono (2015)
- Etere divine (2015) – с Андреа Джентиле
- Io sono. Studi, pratiche e terapia della coscienza (2015)
- Reality. Cosa è successo (2020)
- Pianetica (2022) – с Пино Триподи

### Екранизации
- 2005 Suor Jo – ТВ сериал, по романа, сценарий
- 2012 La leggenda di Kaspar Hauser – съавтор
- 2016 Last Mother – късометражен, съавтор
- Don Quixote 3000 – история